# Horche
Horche település Spanyolországban, Guadalajara tartományban. Horche Guadalajara, Yebes, Lupiana, Romanones és Armuña de Tajuña községekkel határos. Lakosainak száma 2934 fő (2024).

## Népesség
A település népessége az utóbbi években az alábbiak szerint változott:
| Lakosok száma | 1523 | 1775 | 1945 | 2351 | 2484 | 2473 | 2540 | 2535 | 2702 | 2934 |
|               | 2001 | 2004 | 2006 | 2009 | 2011 | 2014 | 2016 | 2019 | 2021 | 2024 |